# Megalithanlagen in Galicien

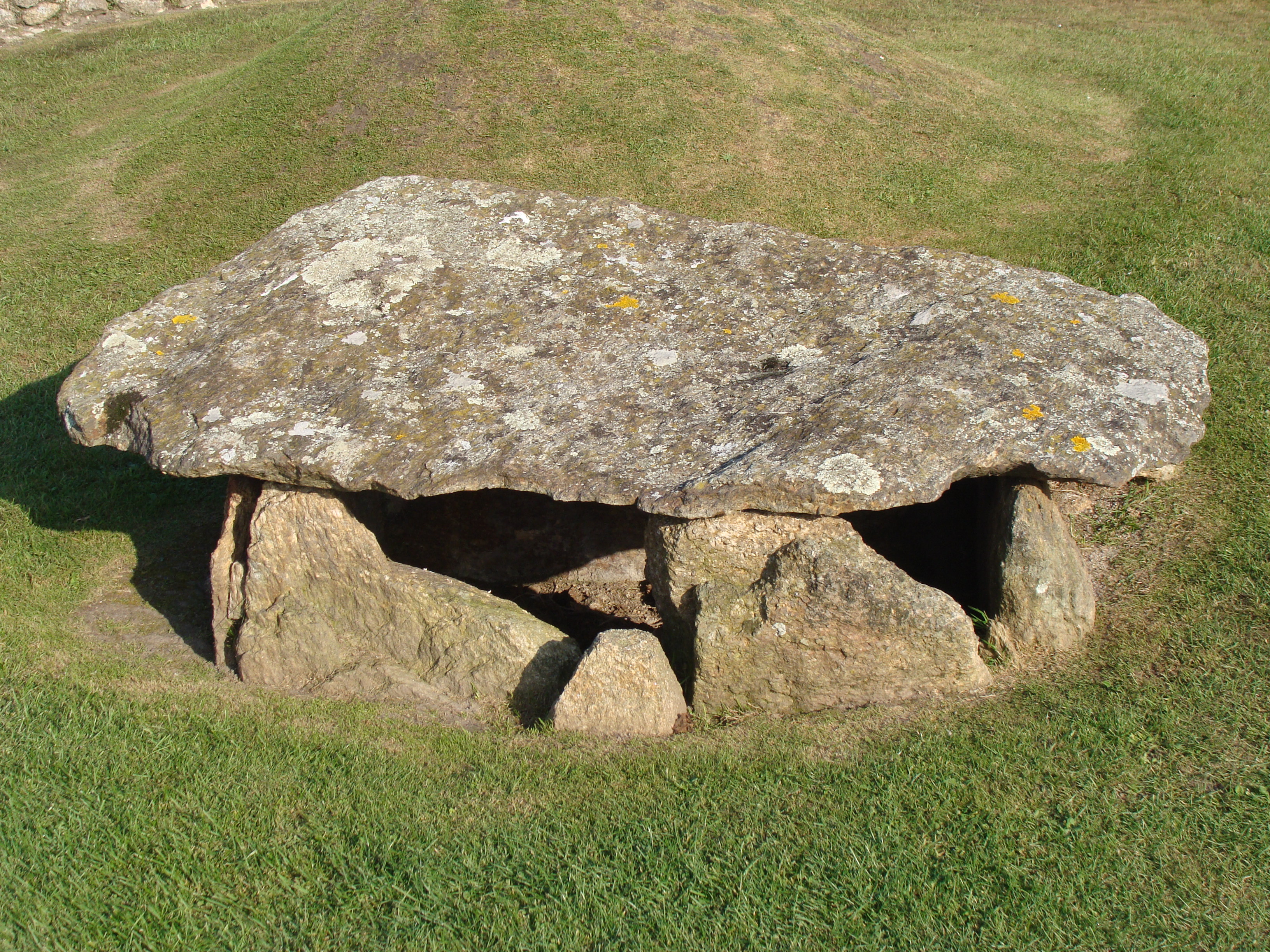
Dolmen Castillo de San Anton

Die etwa 5000 Megalithanlagen in Galicien (Spanien) befinden sich im Allgemeinen in einem äußerst schlechten Zustand.

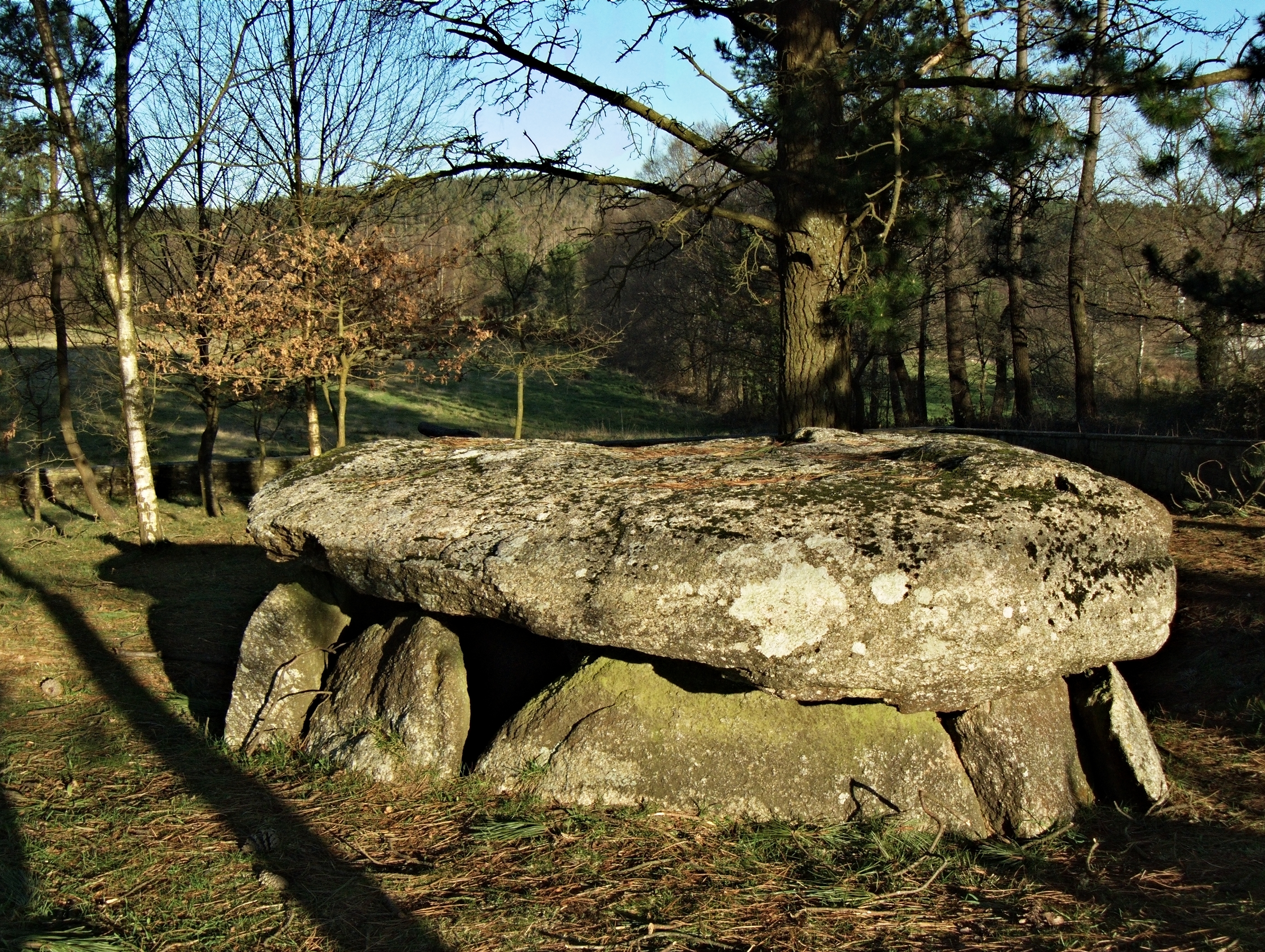
Dolmen von Cabaleiros bei Tordoia

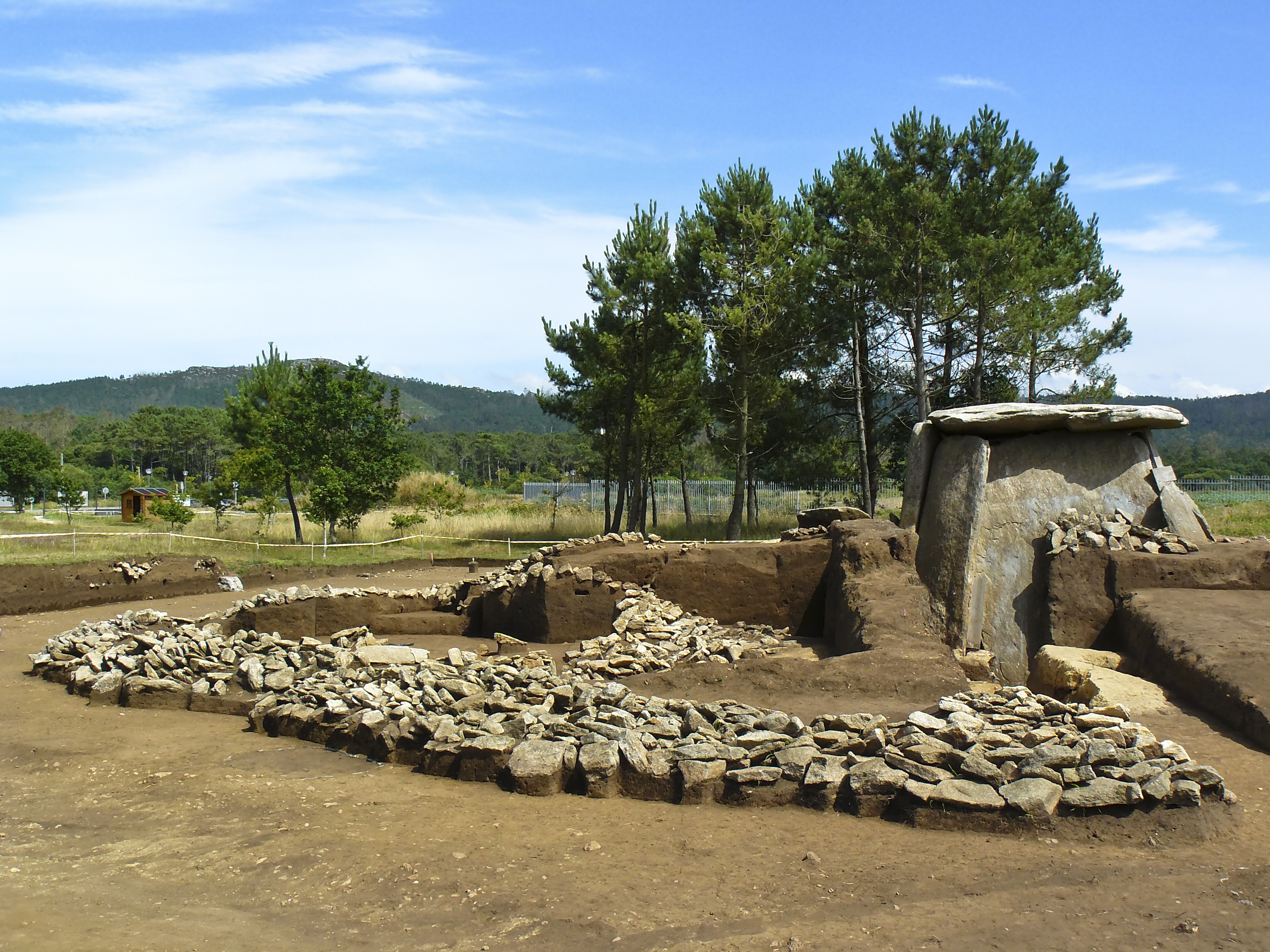
Anta oder Dolmen von Dombate bei A Coruña mit den Resten der Mámoa

## Terminologie
Galicien hat eine eigene Terminologie für die Megalithdenkmäler und ihre Hügel. Benennungen wie Mámoa, Medoña, Medorra, Mota oder Meda beziehen sich auf die Grabhügel, welche Dolmen bedecken. Die Dolmen werden mit Namen wie Anta, Antela, Arca, Arqueta, Arquiña, Pedra de Arca, Forno oder mit Eigennamen wie Capela dos Mouros (deutsch „Maurenkapelle“) bezeichnet.

## Die Mámoas
Im Gegensatz zur älteren Definition von López Cuevillas ist heute erwiesen, dass die Grabhügel Galiciens komplizierte Bauten sind, die wegen der Erosion und Raubgrabungen ihre ursprüngliche Form verloren haben. Die Mámoas sind im Allgemeinen halbkugelig und haben Durchmesser von 10,0 bis 30,0 m. Auch wenn die Mämoas im Kern aus Erde und kleinen Steinen bestanden, haben die jüngsten Ausgrabungen von Argalo, As Rozas, Chan da Cruz, Marco do Camballón, Monte Món, Os Campiños und Parxubeira gezeigt, dass die Hügel einen Panzer aus perfekt verzahnten Steinen hatten und dass an der Basis und in der Mitte runde Steinsetzungen lagen. Die Mámoa muss als einheitliches Ganzes angesehen werden, bei dem der Grabhügel genau so wichtig war wie die enthaltene Kammer. Die Steinpanzer dienen offensichtlich als Verkleidung, Schutz und Stütze der Hügelerdmasse, sie fangen den Innendruck ab und verleihen dem Hügel Stabilität. Die Basis begrenzt den Bestattungsplatz. Auf dem in As Rozas und Chan da Cruz wurden Feuerstellen gefunden.

Dolmen in Galicien
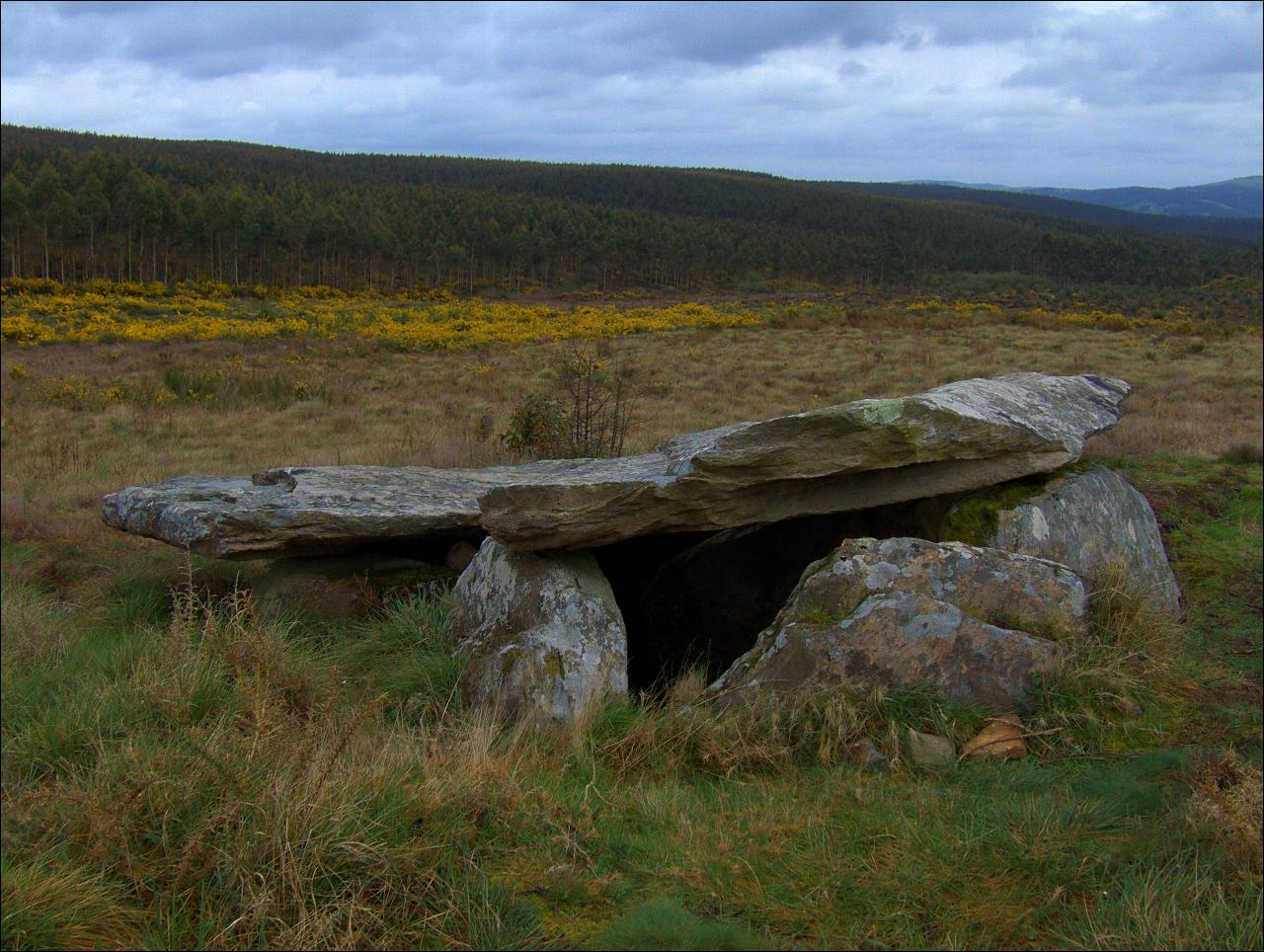
Dolmen Arca da Piosa
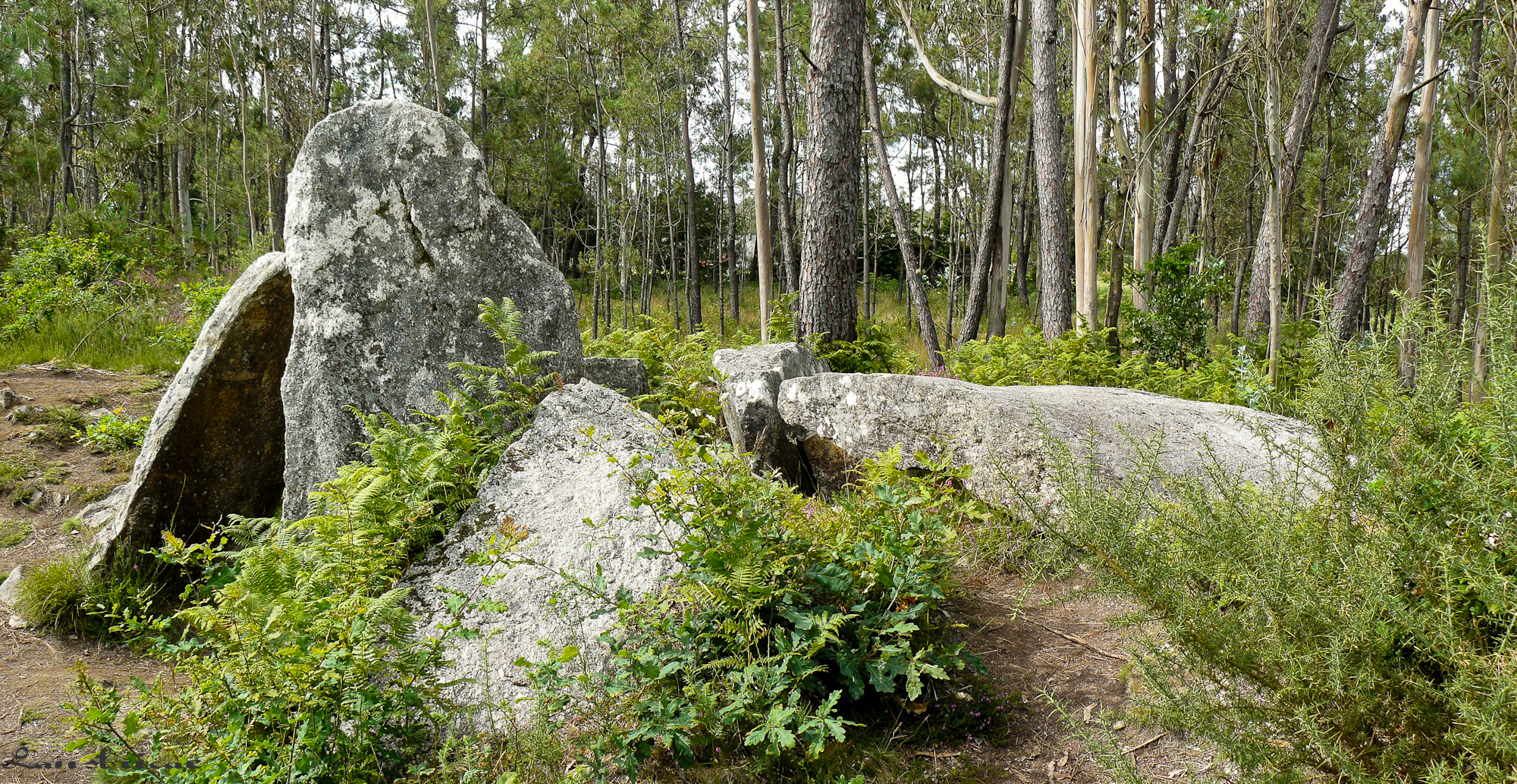
Anta da Pedra Cuberta
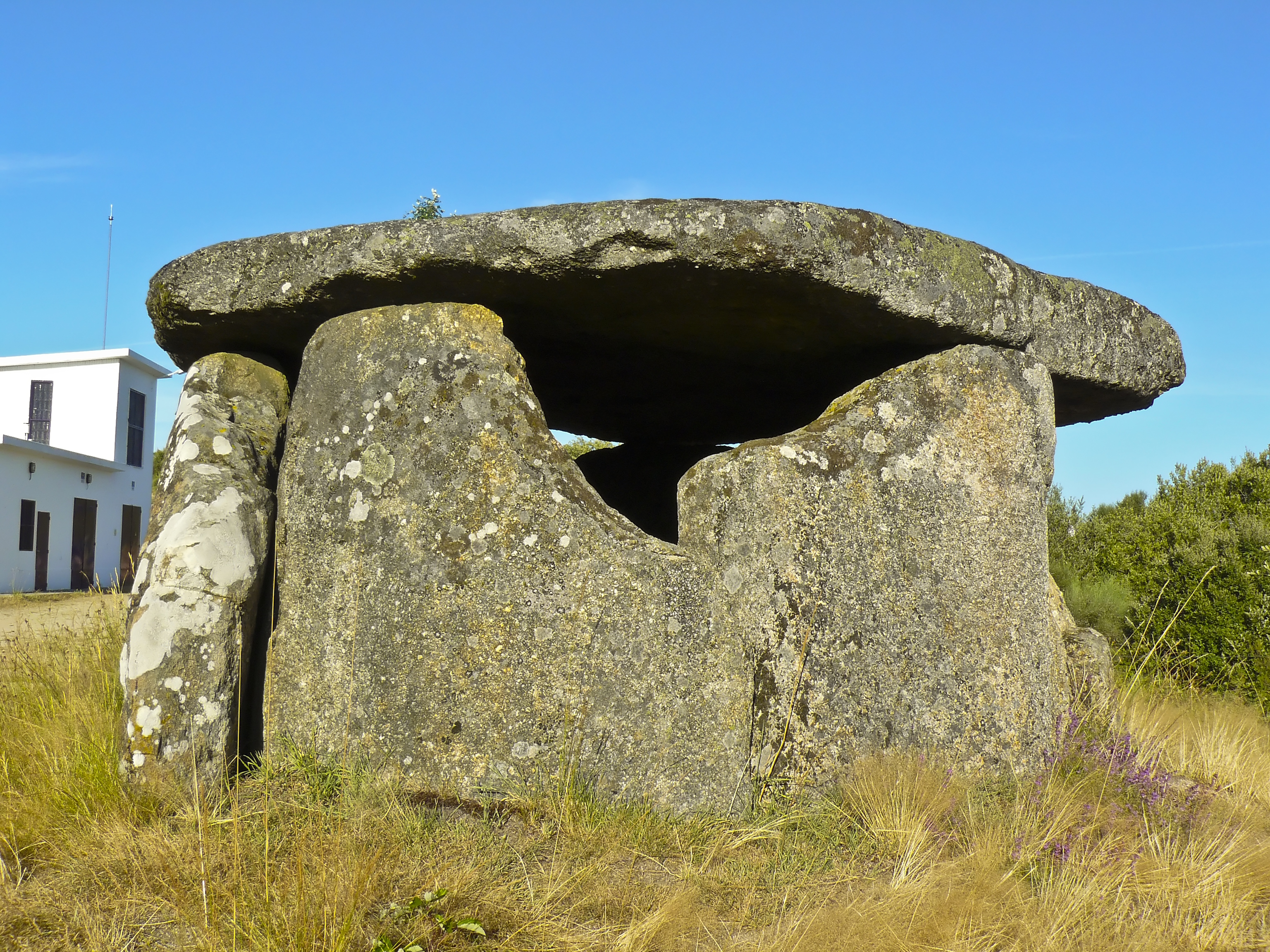
Casina da Moura
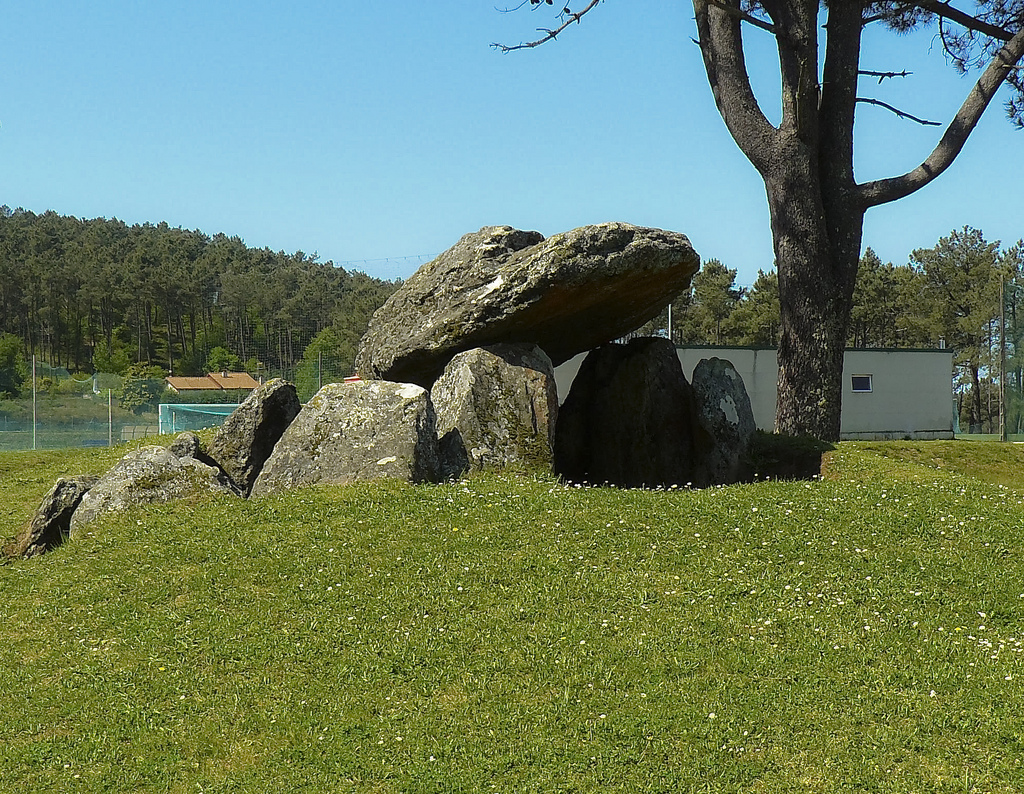
Dólmen de Meixoeiro
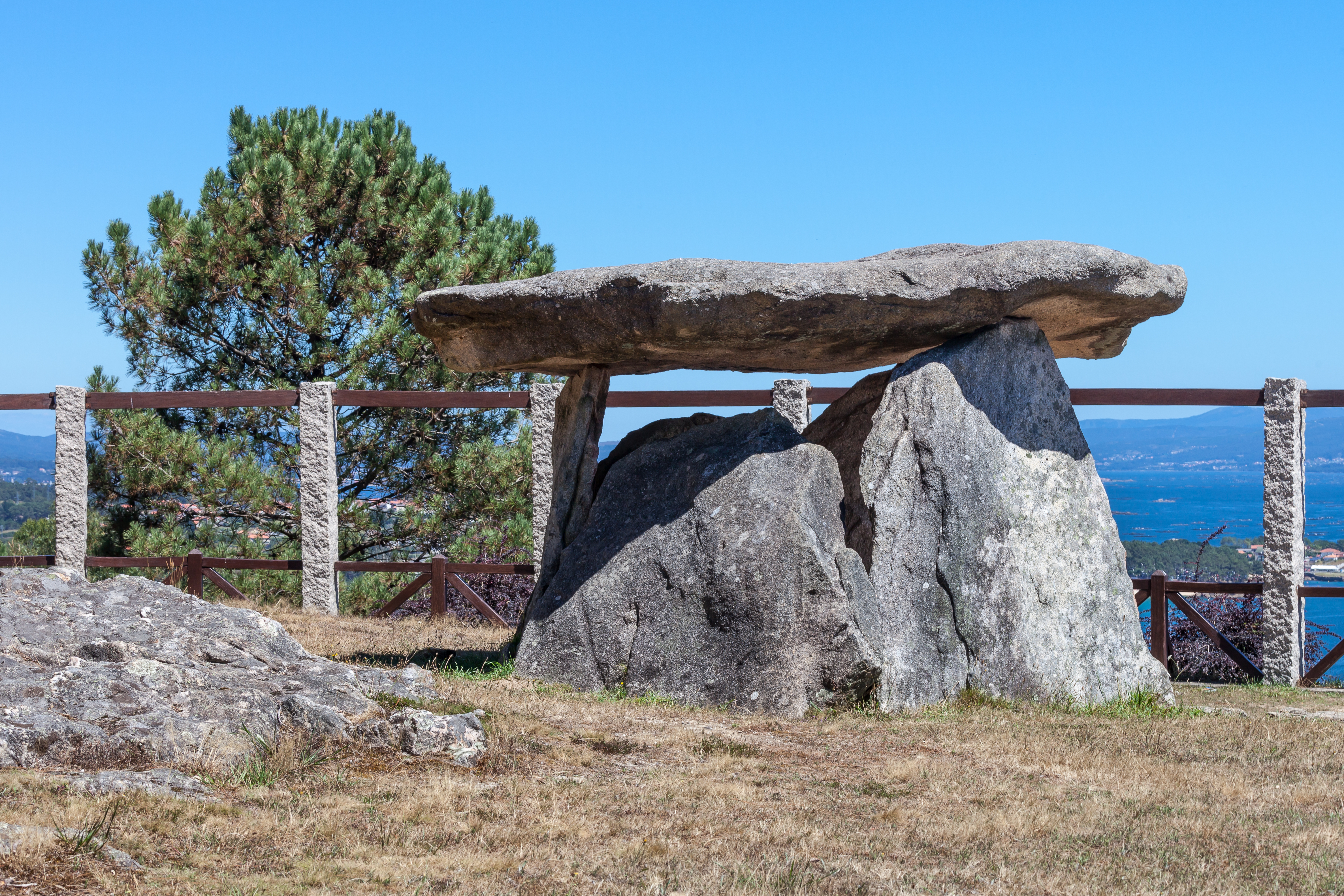
Área recreativa de San Roque
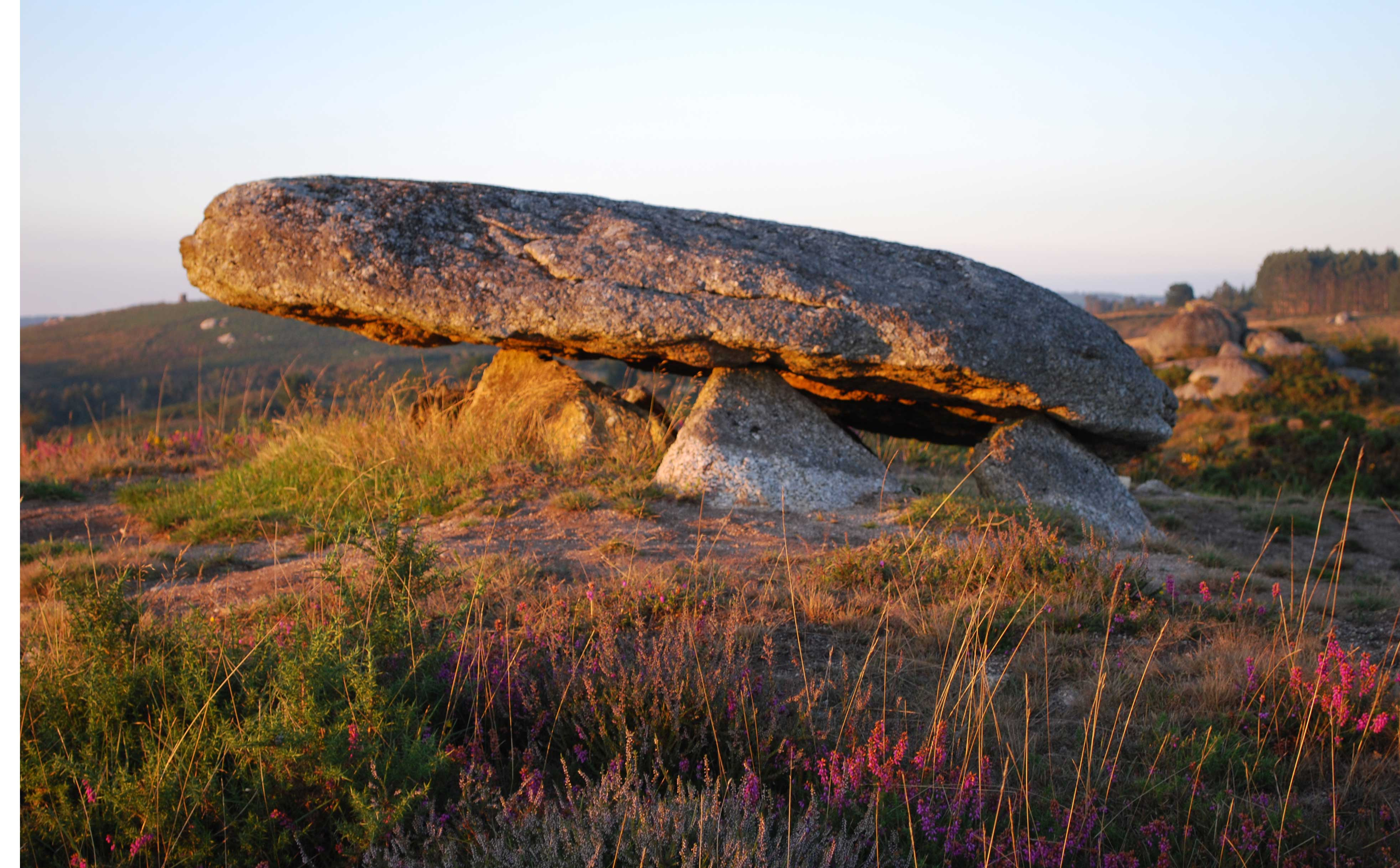
Forno dos Mouros
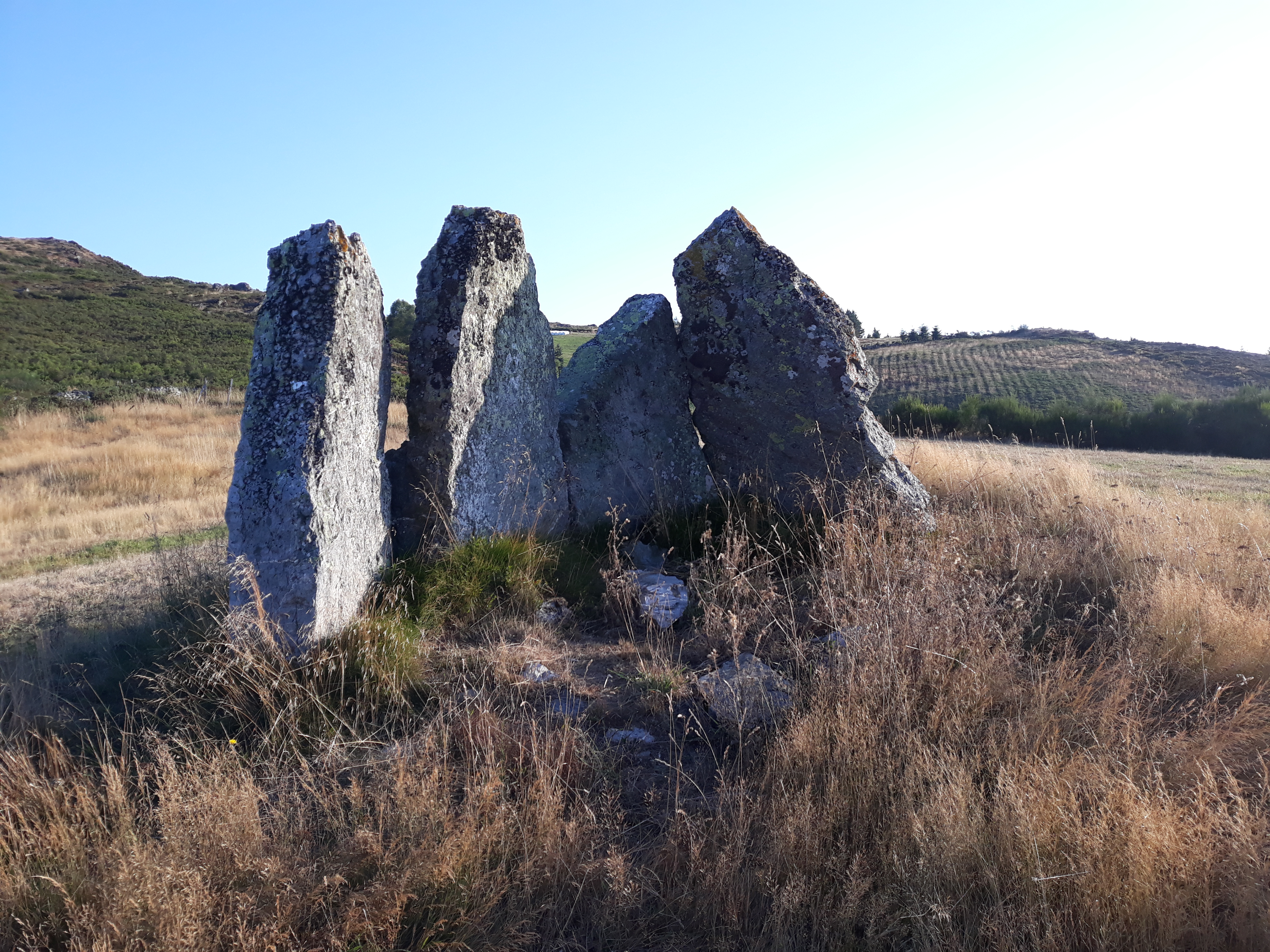
Dolmen de Montouto
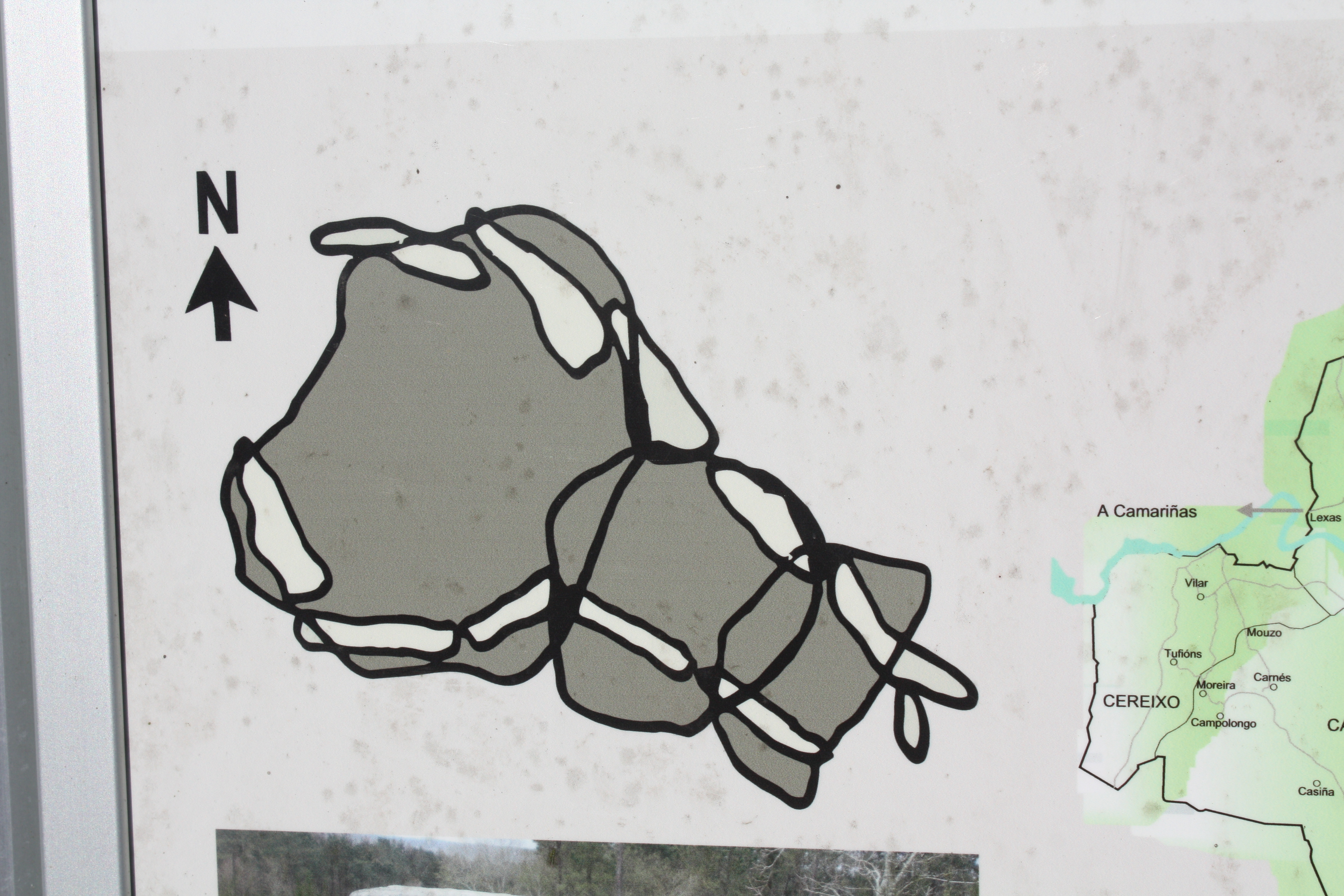
Pedra da Arca

## Die Dolmen
Im Inneren der Mámoas befindet sich im Allgemeinen ein polygonales Kammergrab, das geschlossen (Typ a) offen (Typ b) oder mit einem, gewöhnlich nach Osten ausgerichteten Gang (Typ c) versehen sein kann. Abgesehen von den Mamoas 1 und 2 von Lousada, bei denen ein Teil des Ganges aus Trockenmauerwerk besteht, sind die Konstruktionen megalithisch. Die in den Boden eingetieften vertikalen Orthostaten sind ringförmig, dachziegelartig überlappend dem Inneren zu ausgerichtet. Die galicischen Megalithgräber zeichnen sich durch einfache Form, geringe Größe (weniger als 10,0 m Gesamtlänge), Abdeckung mit einem Steinblock und durch gestampfte oder leicht gepflasterte Böden aus. Nach López Cuevillas sind bei den galicischen Dolmen, die in Portugal als Antas bezeichnet werden, vier Formen zu unterscheiden, die eine Chronologie ergeben:
- a) kleine, geschlossene, polygonale Kammern; (Anta 6 von Mourela ist hexagonal; Chao da Arqueta nahezu rund)
- b) polygonale Kammern mit Tür ohne Gang;
- c) polygonale Kammern mit breit- und langkammerigem Grundriss und mit kurzem Gang;
- d) mehr oder minder rechteckige Steinkisten der Bronzezeit (Dolmen von Pedra Moura) in den Provinzen Coruña und Lugo

## Thesen
Die geographische Lage Galiciens an der nordwestlichen Atlantikküste der Iberischen Halbinsel führte zu der Vermutung, dass früheste Kontakte mit der Bretagne und mit Irland über den Seeweg bestanden haben könnten. Belege dafür, dass vor der Glockenbecherzeit (ab 2500 v. Chr.) Beziehungen bestanden haben, gibt es jedoch nicht. Interessant, aber irrig war die Annahme von Pere Bosch i Gimpera (1891–1974), Galicien und Nordportugal seien Ausgangspunkte der Megalithkultur, die, von Hirten getragen, dem lokalen Mesolithikum entstamme.

## Zerstörungen
Eine Gliederung der Megalithen in Galicien vorzunehmen ist schwierig. Sauren Böden verhinderten die Erhaltung von Knochen. Darüber hinaus haben anthropogene Eingriffe, wie die Wiederverwendung der Steinplatten der Dolmen für landwirtschaftliche Bauten oder die Schatzsuche, die starke Zerstörung der Monumente bewirkt (Anta von Mina de Parxubeira). Den Beleg für die von Menschenhand verursachte Zerstörung liefert eine Urkunde aus dem Jahre 1609. Nachdem König Philipp III. (reg. 1598–1621) dem Lizenziaten Vázquez de Orxas die Genehmigung zur Öffnung der damals den »gentiles galigrecos« zugeschriebenen Gräbern erteilt und die Entnahme des angeblich darin enthaltenen Goldes gestattet hatte, sei die Bevölkerung von hemmungsloser Habgier ergriffen worden, was die heimliche Öffnung von über 3000 Denkmälern in Galicien zur Folge hatte. Durch die Raubgrabungen erhält man nur ein lückenhaftes Bild der ursprünglichen Situation, zumal keine einzige Megalithanlage intakt angetroffen wurde.
Die heutige Forschung sieht sich, auch durch den Mangel an Siedlungen, zahlreichen Problemen gegenüber. Überkommen sind nur die Reste des geistig-religiösen Lebens der Menschen und keine, die Einblicke in das Alltagsleben gestatten. Auch der Beginn der Megalithbauweise in Galicien ist nicht klar fassbar, so dass Zweifel bestehen, ob eine unmegalithische jungsteinzeitliche Vorphase bestanden hat. Als sicher gilt jedoch, dass die Iberische Halbinsel zu den frühen Megalithregionen gehört. Es ist auch wahrscheinlich, dass vor dem Auftreten der Kollektivbestattungen wirtschaftliche, technische und soziale Aspekte des Neolithikums wie Ackerbau und Haustierhaltung, Keramik- und Werkzeugherstellung für die landwirtschaftlichen Tätigkeiten sowie Sesshaftigkeit und parallel eine Zunahme der Bevölkerung angezeigt waren.

## Genese
Hinsichtlich der Genese der Megalithen in Galicien ist auf folgende Punkte hinzuweisen:
- Haustierhaltung ist vor dem Beginn der Megalithbauweise nicht direkt nachweisbar, jedoch sind Getreide- und Ruderalpflanzen durch Pollenanalysen belegt. Intentionelle Waldrodung ist vom 6. Jahrtausend v. Chr., ab dem Atlantikum nachweisbar.
- Dicke Rundbeile, die jedoch nicht aus eindeutigen Fundzusammenhängen stammen, könnten als Indiz für eine vormegalithische Waldrodung und eine landwirtschaftliche Bodenbearbeitung gewertet werden. Die Beile stehen zwar in der neolithischen Tradition (Phase I nach Leisner), doch ist ihr kultureller Zusammenhang ungesichert.
- In den oberen Schichten der Fundstelle von Reiro (Ourense) wurden atypische Keramikscherben gefunden, die auf eine epipaläolithische Akkulturation, die durch eine Steingeräteindustrie aus Abschlägen, Klingen und Geröllen belegt ist, schließen lassen.
- Unter den Abris von „A Cunchosa“ (Halbinsel Morrazo) wurde in einem jungsteinzeitlichen protomegalithischen Horizont druckverzierte Keramik geborgen, für die es Parallelen in den oberen Straten des Muschelhaufens (portugiesisch Concheiro) von Moita do Sebastiäo („Concheiros de Muge“) und auf neolithischen Fundplätzen der portugiesischen Estremadura gibt.

Bisher konnten keine Nachweise für Siedlungsstrukturen geliefert werden. Eine Ausnahme bilden die aus organischen Materialien hergestellten, hüttenähnlichen Gebilde von „Fontenla“ und „0 Regueiriño“ auf der Halbinsel und Comarca O Morrazo (nördlich von Vigo), wobei nicht feststeht, ob diese bereits parallel zu den ersten Megalithen existierten. Die Möglichkeit einer vormegalithischen, jungsteinzeitlichen Besiedlung besteht indes, auch wenn die Nachweise unsicher sind.

## Zeitstellung der galicischen Megalithen

### Frühmegalithikum
In Galicien treten die ersten Erscheinungen zu Beginn des 4. Jahrtausends v. Chr. auf. Sie werden von Gruppen getragen, die möglicherweise aus Nordportugal einwanderten. Zu diesem Zeitpunkt werden die ersten Antas mit geschlossener polygonaler Kammer gebaut, in denen Abschläge, Beile, Mikrolithen, Perlen aus Variszit sowie glatte oder druckverzierte Keramik als Beigaben auftreten. 14C-Analysen von „Chan da Cruz 1“ und „As Rozas 1“ ergaben Daten von 3940 und 3200 v. Chr.; diese stimmen mit denen der einfachen Dolmen in der Serra da Aboboreira in Nordportugal überein.

### Mittleres Megalithikum
Dieser Zeitabschnitt liegt etwa zwischen 3000 v. Chr. (2900 v. Chr. in Carapito 1), was dem Endneolithikum entsprechen könnte, und 2500 v. Chr. (Frühes Chalkolithikum). Die Megalithen breiten sich über Galicien aus. Die Architektur wird vielseitiger, die Kammern werden größer und mit Gängen ausgestattet. Leitfossil ist die Pfeilspitze mit dreieckiger Basis, wobei ältere Formen weiter existieren. Geschliffene Steingeräte erreichen weite Verbreitung. Zum ersten Mal tritt Wandmalerei in den Anlagen auf. Die kulturelle Einheit mit Nordportugal scheint fortzubestehen.

### Endmegalithikum
Charakteristisch für die Periode sind neue Grabformen mit kleinen, rechteckigen Kammern (Mamoa 229 von Veiga dos Mouros), die in Mamoas ohne Steinstruktur oder Gruben (Mamoa 1 von Monte Campelos) eingebracht sind, und das Auftreten neuer Steingeräteformen, wie Doppelbeile und Doppeldechsel, Hacken, Meißel und Keulen. Die neuen Formen wurden wahrscheinlich importiert, was belegt, dass die galicische Kultur ihre Isolierung aufgibt. Dafür spricht die in Buriz ausgegrabene Symbolkeramik, deren Vorbilder im Südosten der Iberischen Halbinsel liegen. Chronologisch liegt diese Phase zwischen dem Frühen Chalkolithikum und der Glockenbecherzeit um 2200–2100 v. Chr. und entspricht dem „Rechaba-Horizont“ nach Vázquez Varelda. Die Megalithzeit findet ihren vorläufigen Abschluss mit Entwicklung der Metallurgie. Die Kollektiv- wird durch die Einzelbestattung ersetzt.

## Keramik
Keramikfunde sind an den meisten Mamoas gemacht. Es handelt sich meiste um unverzierte Scherben aus wenig qualitätvollem, schlecht gemagertem Ton, die handgemacht und unregelmäßig gebrannt sind und eine braune, gelblich-graue oder schwärzlich-rote Farbe aufweisen. Die Oberflächen sind rau oder kaum geglättet. Die Großzahl der Gefäße ist rund, wobei Schüsseln mit verdicktem, manchmal leicht ausschwingendem Rand überwiegen. Seltener sind zylindrische Formen mit hohen Gefäßwänden und rundem Boden sowie eiförmige und halbeiförmige Gefäße mit oder ohne Henkel und glattem Boden.
Die charakteristischen Keramiken haben ein konvexes Profil, manchmal einen Rundstab am Rand (vielleicht ein Rest der Tonmasse), wie F. de la Fuente, der ein Schema entwickelte zeigt. Es sind aber auch unverzierte, späte Keramikformen geborgen worden: ein kleines, frühbronzezeitliches Gefäß aus der Anta von Parxubeira und mehrere Stücke mit breitem, horizontalem Rand, die dem Beigabeninventar der endbronzezeitlichen Sekundärbestattungen der Mamoas von Marco do Camball6n angehören. Die verzierte Keramik kann in vier Gruppen unterteilt werden:
- a) Abdruckverzierte Keramik: ein solches Gefäß wurde in der Mamoa 4 von Parxubeira gefunden. Seine Verzierung scheint Parallelen in den Abris von A Cunchosa zu haben und mit der nicht-kardialen Keramik aus dem portugiesischen Neolithikum verwandt zu sein.
- b) Rillenverzierte Keramik: in der Mamoa 2 von Monte Pelreo (Buriz) wurden mehrere Fragmente mit ziemlich flachen, parallelen Rillen gefunden.
- c) Ritzverzierte Keramik: Abgesehen von verschiedenen Scherben mit unregelmäßiger, oberflächlicher Ritzverzierung muss das reiche Grabinventar der Mamoa 5 von Monte Pelreo erwähnt werden: glockenförmiges Gefäß mit parallelen Ritzlinien und punktgefüllten Dreiecken; ein Gefäß mit parallelen und eckigen Ritzlinien; ein Gefäß mit vierlappiger Mündung und einer Verzierung mit Parallellinien, Fischgrätenmuster und zwei Augenmotiven. Diese Stücke sind zweifellos aus dem Süden der Iberischen Halbinsel importiert worden.
- d) Glockenbecherkeramik, die in zwanzig Grabhügeln gefunden wurde und Fremdeinfluss belegt.

## Bildliche Darstellungen
Im Jahre 1874 wurden die ersten Malereien im Dolmen von Codesas in Melón entdeckt. Inzwischen konnten in etwa 20 weiteren Dolmen Reste von Malerei und Gravierungen festgestellt werden. Bevorzugte Themen sind Wellen- oder Schlangenlinien, die als symbolische Darstellungen von Wasser bzw. Schlangen angesehen werden. Auch wenn diese Motive in Britannien und Irland zu finden sind, ist man nicht mehr der Meinung, dass sie sich entlang der Atlantikküste ausgebreitet haben. Es handelt sich eher um eine Konvergenz der Formen die Grund zu der Annahme geben, dass es sich nicht um Verzierungen, sondern um religiöse Symbole handelt, die im Zusammenhang mit dem Kult stehen, der auf gemeinsame Ursprünge in der Levante zurückzuführen ist. Zu den wichtigsten künstlerischen Darstellungen in Dolmen gehören:
- Casa dos Mouros; Eine Gravierung mit einem doppelkonischen Motiv wie in Dombate, mit kurvigen, geraden und gewellten Linien. Farbreste waren vorhanden.
- Dombate; Es sind drei nicht näher identifizierbare Figuren zu sehen, die aus parallelen Linien, trapezförmiger Basis und Wellenlinien bestehen.
- Espinaredo; drei messerförmige Motive, Schlangenlinien, Kreise und gerade Linien.
- Mamoa da Brafia; Drei Platten mit Gravierungen in Form von Wellenlinien, Kreisen und einem Sonnenmotiv
- Mamoa do Rei; Der obere Teil einer Orthostate weist mehrere Linien in Zickzack- und Kreuzform auf.
- Marco do Camballon; Gravierungen mit gewundenen, gewellten und sonnenförmigen Linien.
- Parada de Alperiz; Sieben vertikale Schlangenlinien.
- Pedra Cuberta; Georg Leisner beschreibt schwarze und rote Malereien auf weißem Grund mit wellen- oder schlangenartigen Motiven, eine verzierte Säule, eine idolartige Figur, konzentrische Kreise, vertikale Linien und Dreiecke.
- Roza das Modias; Vertikale, gewellte oder Schlangenlinien.